# Павлівщина (Полтавський район)
Павлі́вщина —  село в Україні, у Карлівській міській громаді Полтавського району Полтавської області. Населення становить 9 осіб. Орган місцевого самоврядування — Максимівська сільська рада.

## Географія
Село Павлівщина знаходиться на одному з витоків річки Тагамлик. На відстані 0,5 км розташоване село Володимирівка, за 1 км - село Максимівка. Поруч проходить автомобільна дорога Т 1722.

## Історія
12 червня 2020 року, відповідно до розпорядження Кабінету Міністрів України № 721-р «Про визначення адміністративних центрів та затвердження територій територіальних громад Полтавської області», село увійшло до складу Карлівської міської громади.
19 липня 2020 року, в результаті адміністративно - територіальної реформи та ліквідації Карлівського району, село увійшло до складу новоутвореного Полтавського району Полтавської області.

## Економіка
- Вівце-товарна ферма.